# James Cristye
James Cristye, född 22 januari 1913 i Detroit, död 7 juni 1989 i Kalamazoo, var en amerikansk simmare.
Cristye blev olympisk bronsmedaljör på 1500 meter frisim vid sommarspelen 1932 i Los Angeles.